# José María Rodríguez Galant
José María Rodríguez Galant (Alacant, 6 de setembre de 1961) és un empresari i polític valencià, diputat a les Corts Valencianes en la VIII legislatura.

## Biografia
És diplomat en Ciències Empresarials, en dret tributari i assessoria fiscal. Militant del Partido Popular, fou elegit regidor d'acció social, foment i ocupació de l'ajuntament d'Alacant a les eleccions municipals espanyoles de 1991, 1995 i 1999. De 2003 a 2004 fou assessor del Ministeri de Treball i Afers Socials.
De 2005 a 2009 fou director general de la Ciutat de la Llum, i la seva gestió fou molt criticada i és recordada per errors com no permetre l'entrada al complex a Quentin Tarantino o acceptar pagar mig milió d'euros a Francis Ford Coppola per donar una conferència. De 2008 a 2012 fou consultor de l'ambaixada d'Haití per a projectes de cooperació i reconstrucció.
En gener de 2015 va substituir en el seu escó Yolanda Violeta García Santos, escollida diputada a les eleccions a les Corts Valencianes de 2011 i que hagué de dimitir per la seva implicació en el cas Gürtel.